# Brothers (företag)
Brothers AB är en svensk modekedja för herrkläder som grundades 1992 i Sverige. Brothers var tidigare en del av RNB Retail and Brands AB. 2022 har Brothers verksamhet i Sverige med såväl fysiska butiker som nätbutiker. Brothers e-handel startade år 2012. Bolaget har cirka 300 medarbetare och omsättningen uppgick till 537 miljoner kronor räkenskapsåret 2017/2018.

## Affärsidé och verksamhet
Brothers bedriver verksamhet i övre delen av mellanprissegmentet inom herrmode. Sortimentet innehåller förutom de egna varumärkena Riley och East West även externa varumärken.
Butikerna drivs både i egen regi och via franchisetagare.

## Verkställande direktör
- 2020 - 2024 Christopher Englinde
- 2018 - 2020 Lina Söderqvist
- 2013 - 2018 Peter Bondelid